# Naar Bønder elsker
Naar Bønder elsker er en dansk spillefilm fra 1942 instrueret af Arne Weel og efter manuskript af Axel Frische og Svend Rindom frit efter skuespil af Jeppe Aakjær.

## Handling
De mennesker, der skildres i filmen, er groet op af den jyske muld og er præget af dens sejhed, århundreders kamp med den sagnomspundne hede, der i sin ensomme majestæt synes at ruge over store hemmeligheder, som den højst nødigt vil slippe. Kampen er hård og usigeligt bitter for den nøjsomme jyske hedebonde, og hvor mange skæbner er der ikke begravet under hedens tavse monument?

## Medvirkende
- Sigurd Langberg, Rasmus Hansen, Sognefoged
- Agis Winding, Karen Mari, Enke i Hvolgaarden
- Inge Hvid-Møller, Kirsten, Karen Maris Datter
- Jørn Jeppesen, Anton Hedemark, Forkarl i Hvolgaarden
- Ejner Federspiel, Povl Hedemark, Antons Fader
- Axel Frische, Fisker Tammes
- Viggo Wiehe, Pastor Thomsen
- Preben Mahrt, Ole Darup, Thomsens Nevø, Student
- Aage Foss, Jens Kuk, Husmand
- Helga Frier, Mette Sofie Hop
- Karen Marie Løwert, Laura, Pige på Kragerupgaard
- Minna Jørgensen, Daglejer
- Jakob Nielsen, Daglejer
- Gunnar Strømvad
- Kirsten Andreasen